# Into the Storm
Into the Storm är en amerikansk katastroffilm från 2014 i regi av Steven Quale, från ett manus skrivet av John Swetnam. Filmen hade amerikansk biopremiär av Warner Bros. den 8 augusti 2014. Huvudrollerna spelas av Richard Armitage, Sarah Wayne Callies, Matt Walsh, Alycia Debnam-Carey och Arlen Escarpeta.
Filmen hade biopremiär i Sverige den 13 augusti 2014, fem dagar efter att den hade haft biopremiär i USA.

## Handling
Filmen handlar om hur ett flertal tornadostormar drabbar den lilla fiktiva staden Silverton i den amerikanska delstaten Oklahoma.

## Rollista (i urval)
| Richard Armitage    | – Gary Fuller                                         |
| Sarah Wayne Callies | – Allison Stone                                       |
| Matt Walsh          | – Peter "Pete" Moore                                  |
| Max Deacon          | – Donnie Fuller (Garys son)                           |
| Alycia Debnam-Carey | – Kaitlyn Johnston                                    |
| Nathan Kress        | – Trey Fuller (Garys andre son, tillika Donnies bror) |
| Arlen Escarpeta     | – Daryl Karley                                        |
| Jeremy Sumpter      | – Jacob Hodges                                        |
| Stephanie Koenig    | – Marcia                                              |
| Kyle Davis          | – Donk                                                |
| Jon Reep            | – Reevis                                              |
| Scott Lawrence      | – Rektor Thomas Walker                                |
| Kron Moore          | – Mrs. Blasky                                         |
| Patrick Sarniak     | – High school-lärare (okrediterad)                    |

## Produktion

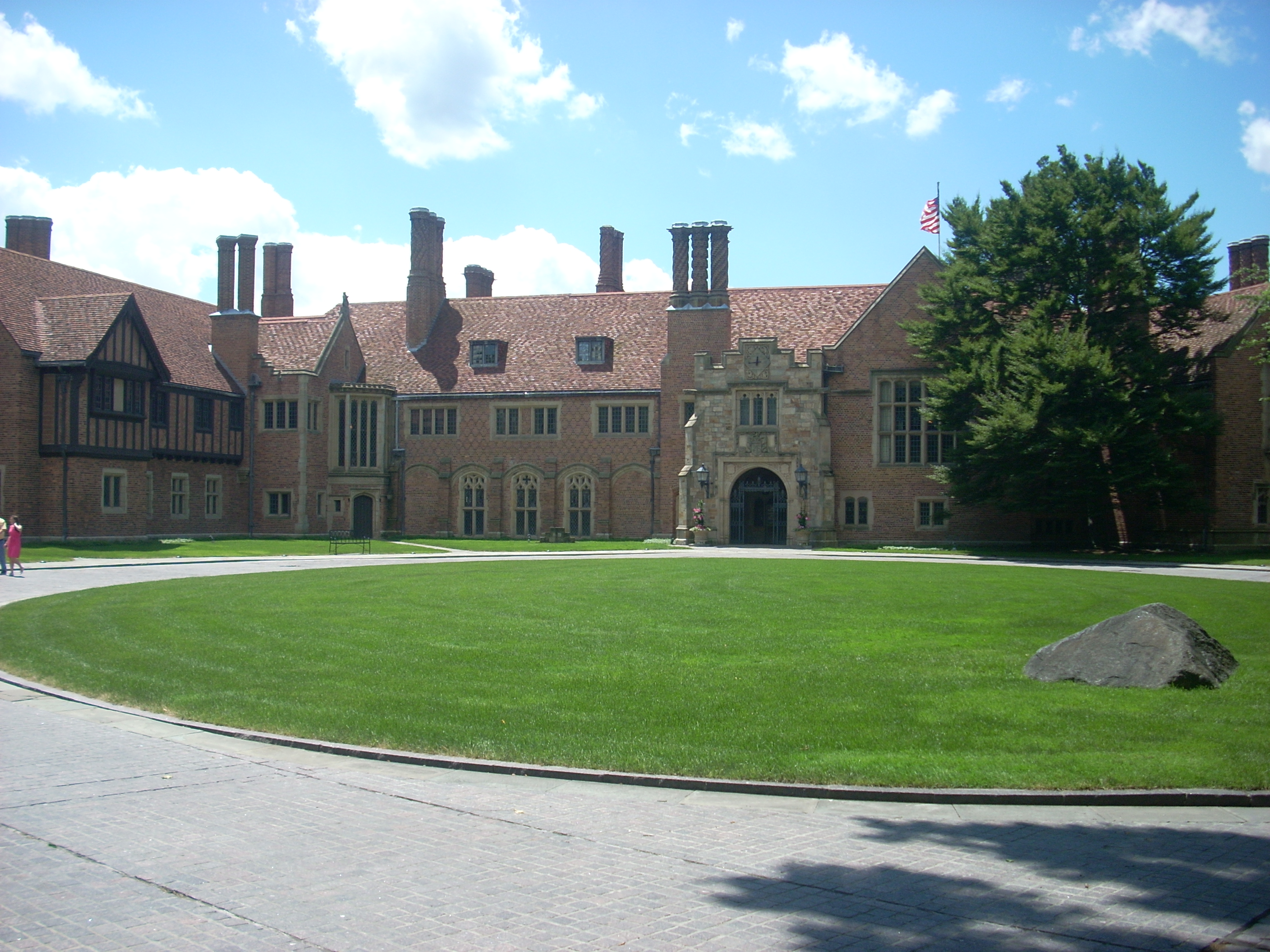
Byggnad, tillhörande Oakland University i Rochester, Michigan, där några av filmens scener spelades in.

Den 28 oktober 2011 kunde webbtidningen Deadline meddela att New Line Cinema hade köpt ett "found footage"-manus (specialiserat på naturkatastrofer), skrivet av John Swetnam, samt att Todd Garner skulle stå som producent för filmen, under sitt produktionsbolag Broken Road Productions. Garner kom på idén till filmmanuset. Den 5 januari 2012 stod det även klart att Steven Quale skulle regissera filmen, som då saknade en officiell titel.
Den 24 april 2012 rapporterade tidningen Variety, att New Line hade gett grönt ljus för filmprojektet, och att det även var under utveckling, med planerad filminspelning i Detroit den 9 juli samma år. Den 23 augusti 2012 fick filmen titeln Black Sky, samtidigt som den spelades in i Detroit. Ett år senare, den 24 september 2013 meddelades det att New Line hade bytt namn på filmtiteln från Black Sky till Into the Storm, samt att filmen skulle ha biopremiär den 8 augusti 2014.

### Inspelning
Inspelningen påbörjades i Detroit i juli 2012. Inspelningen blev 13 augusti 2012 flyttad till Rochester i Michigan, två veckor efter att man hade filmat klart i Detroit. Inspelningar ägde även rum i Oakland Charter Township, Oakview Middle School, och Oakland University.

### Musik
Filmens originalmusik är komponerad av Brian Tyler. Soundtracket till filmen släpptes den 5 augusti 2014.